# K009
K009（けー ぜろぜろきゅう）は、京セラによって開発・製造された、auブランドを展開するKDDIおよび沖縄セルラー電話のCDMA 1X WIN対応音声通話用端末である。製造型番はKY009（けーわい ぜろぜろきゅう）。

## 概要
- K002の実質的な後継機種で主に20〜40代の男性ユーザーを対象としており、液晶パネルの背面側の材質にはヘアライン加工されたステンレスが採用されている。このほか、同社製のau携帯電話としては初の試みとなるKCP3.2およびEV-DO MC-Rev.A（WIN HIGH SPEED）などの各機能・各サービスが搭載されている。ただしWi-Fi WIN（無線LAN）には対応していない。
- 京セラのオリジナル機能、すぐ文字の接続先としてブログアップ、つぶやき、ショッピング検索が追加された。

## 沿革
- 2011年（平成23年）3月25日 - 連邦通信委員会（FCC）を通過。
- 2011年5月17日 - KDDI、および京セラより公式発表。
- 2011年6月17日 - 北海道・中部・関西・中国・四国・九州地区にて先行発売。
- 2011年6月18日 - 東北・関東・北陸地区にて発売。
- 2011年6月24日 - 沖縄地区にて発売。
- 2012年（平成24年）3月 - 販売終了。

## 主な機能・対応サービス
- セルフメニュー
- 辞書機能（明鏡モバイル国語辞典ほか）
- とじるとロック
- ブラインドスクリーン（覗き見防止機能）
- 着信表示設定
- 名刺リーダー
- ゆっくり通話・はっきり通話
- でか文字
- すぐ文字
- バイリンガル機能
- ブログアップ機能
- Twitter投稿機能
- ショッピング検索機能
- フォトブック
- ICレコーダー機能

ほか
| 主な機能・対応サービス                                                                  | 主な機能・対応サービス                                           | 主な機能・対応サービス                                                           | 主な機能・対応サービス                                                  |
| --------------------------------------------------------------------------------------- | ---------------------------------------------------------------- | -------------------------------------------------------------------------------- | ----------------------------------------------------------------------- |
| LISMO! (着うたフル) (着うたフルプラス) (LISMOビデオクリップ) (LISMO Video) (LISMO Book) | EZケータイアレンジ ティーンズモード                              | バーコードリーダー&メーカー                                                      | PCサイトビューアー                                                      |
| au BOX                                                                                  | ワイヤレスミュージック                                           | au Smart Sports Run & Walk Karada Manager ゴルフ フイットネス カロリーカウンター | EZナビウォーク                                                          |
| EZ助手席ナビ                                                                            | 安心ナビ                                                         | 災害時ナビ                                                                       | ナカチェン                                                              |
| EZアプリ FullGame! Bluetooth対戦                                                        | EZアプリ(J・B)                                                   | オープンアプリプレイヤー                                                         | PCドキュメントビューアー                                                |
| アレンジメニュー                                                                        | au oneガジェット マルチプレイウィンドウ クイックアクセスメニュー | じぶん銀行アプリ                                                                 | EZ・FM                                                                  |
| EZチャンネル EZチャンネルプラス EZニュースフラッシュ EZニュースEX                       | Bluetooth(2.1+EDR)                                               | Touch Message                                                                    | EZFeliCa                                                                |
| ケータイ de PCメール                                                                    | デコレーションメール                                             | デコレーションアニメ                                                             | au one メール                                                           |
| 緊急地震速報 緊急通報位置通知                                                           | ワンセグ                                                         | グローバルパスポート (CDMA)                                                      | WIN HIGH SPEED 赤外線通信 (IrDA) 無線LAN機能 (Wi-Fi WIN) auフェムトセル |

## 注・出典
1. ↑  2012年7月23日より利用不可
2. ↑  最厚部は約17.1mm。
3. ↑  ただし2画面同時表示には非対応。